# Rhipidoglossum paucifolium
Rhipidoglossum paucifolium är en orkidéart som beskrevs av D.Johanss. Rhipidoglossum paucifolium ingår i släktet Rhipidoglossum och familjen orkidéer.
Artens utbredningsområde är Liberia. Inga underarter finns listade i Catalogue of Life.